# Toshinari Takaoka
Toshinari Takaoka (高岡 寿成, Takaoka Toshinari, né le 24 septembre 1970 à Yamashiro) est un athlète japonais, spécialiste du fond.

## Biographie
En 2005, Toshinari Takaoka remporte le marathon international de Tokyo, prédécesseur du marathon de Tokyo, en 2 h 07 min 41 s. Il s'agit de sa première victoire sur la distance, laquelle lui permet d'être sélectionné pour le marathon des Championnats du monde de 2005, où il prendra finalement la 4e place.

### Palmarès
| Date | Compétition                | Lieu         | Résultat | Épreuve  | Performance     |
| ---- | -------------------------- | ------------ | -------- | -------- | --------------- |
| 1993 | Universiade                | Buffalo      | 3e       | 5 000 m  | 14 min 06 s 21  |
| 1994 | Jeux asiatiques            | Hiroshima    | 1er      | 5 000 m  | 13 min 38 s 37  |
| 1994 | Jeux asiatiques            | Hiroshima    | 1er      | 10 000 m | 28 min 15 s 48  |
| 1997 | Jeux de l'Asie de l'Est    | Busan        | 1er      | 10 000 m | 28 min 44 s 60  |
| 1998 | Championnats d'Asie        | Fukuoka      | 1er      | 5 000 m  | 13 min 54 s 34  |
| 1998 | Coupe du monde des nations | Johannesburg | 5e       | 3 000 m  | 8 min 12 s 19   |
| 1999 | Championnats du monde      | Séville      | 12e      | 10 000 m | 28 min 30 s 73  |
| 2000 | Jeux olympiques            | Sydney       | 15e      | 5 000 m  | 13 min 46 s 90  |
| 2000 | Jeux olympiques            | Sydney       | 7e       | 10 000 m | 27 min 40 s 44  |
| 2001 | Jeux de l'Asie de l'Est    | Osaka        | 1er      | 5 000 m  | 13 min 56 s 23  |
| 2001 | Championnats du monde      | Edmonton     | 15e      | 10 000 m | 28 min 13 s 99  |
| 2005 | Championnats du monde      | Helsinki     | 4e       | Marathon | 2 h 11 min 53 s |

### Records
Toshinari Takaoka détient le record d'Asie sur marathon en 2 h 06 min 16 s, réalisé lors du marathon de Chicago en 2002.
| Épreuve       | Performance     | Lieu      | Date            |
| ------------- | --------------- | --------- | --------------- |
| 5 000 mètres  | 13 min 13 s 40  | Hechtel   | 31 juillet 1998 |
| 10 000 mètres | 27 min 35 s 09  | Palo Alto | 3 mai 2001      |
| Marathon      | 2 h 06 min 16 s | Chicago   | 12 octobre 2002 |